# سوماسی
سوماسی شهری در شهرستان پلا در استان بولکیمده در بورکینافاسوی غربی مرکزی است جمعیت آن ۹۶۵ نفر است.